# Psorospermum malifolium
Psorospermum malifolium är en johannesörtsväxtart som beskrevs av John Gilbert Baker. Psorospermum malifolium ingår i släktet Psorospermum och familjen johannesörtsväxter. Inga underarter finns listade i Catalogue of Life.